# Coupe d'Algérie de basket-ball 1972-1973
Navigation
Coupe d'Algérie 1971-1972 Coupe d'Algérie 1973-1974
La Coupe d'Algérie 1972-1973 est la 5e édition de la Coupe d'Algérie de basket-ball, compétition à élimination directe mettant aux prises des clubs de basket-ball amateurs et professionnels affiliés à la fédération algérienne de basket-ball.

## Résultats

### Finale
27 mai 1973 a 16h : ;stade ferhani ; Gendarmerie Nationale  /  CRStaouéli 65-52 ..*** Equipe ; GN :- zenati . aiouaz . . chaoui . khaies . dellil . djadoun . nafai . bachir cherif . khoualef . djaidjai . branci . boualem . mohamed saleh ..*ent ; haddad ...